# Бершадська волость
Бершадська волость — історична адміністративно-територіальна одиниця Ольгопільського повіту Подольської губернії з центром у містечку Бершадь.
Станом на 1885 рік складалася з 29 поселень, 8 сільських громад. Населення — 2520 осіб (12464 чоловічої статі та 12741 — жіночої), 2044 дворових господарства.
|                     | Площа, десятин | У тому числі орної, дес. |
| ------------------- | -------------- | ------------------------ |
| Сільських громад    | 14162          | 11238                    |
| Приватної власності | 13763          | 7783                     |
| Іншої власності     | 725            | 531                      |
| Загалом             | 28650          | 19552                    |

Основні поселення волості:
- Бершадь — колишнє власницьке містечко при річці Дохна за 22 версти від повітового міста, 3354 мешканці, 423 двори, 3 православні церкви, католицька каплиця, 2 синагоги, 7 єврейських молитовних будинків, молитовний будинок розкольників, 6 постоялих дворів, 14 постоялих будинків, 145 лавок, базари по п'ятницях та неділях, 4 водяних і вітряних млини, черепичний та винокурний заводи. За 4 версти — Бершадський чоловічий монастир з 4 православними церквами, богодільнею та ремесленим училищем. За 16 верст — винокурний завод. За 15 верст — бурякоцукровий завод.
- Бирлівка — колишнє власницьке село при річці Дохна, 1832 мешканці, 235 дворів, православна церква, постоялий двір,
- Війтівка — колишнє власницьке село, 3450 мешканців, 388 дворів, православна церква, школа, постоялий двір.
- Гордіївка — колишнє власницьке село при річці Нотика, 1650 мешканців, 209 дворів, православна церква, постоялий двір, 2 водяних млини.
- Сумівка — колишнє власницьке село при річці Буг, 1346 мешканців, 170 дворів, православна церква, постоялий двір.
- Тростянчик — колишнє власницьке село при річці Буг, 1450 мешканців, 173 двори, православна церква, постоялий двір, 3 водяних млини.
- Яланець — колишнє власницьке село при річці Яланець, 1936 мешканців, 288 дворів, православна церква, постоялий двір, 6 вітряних млини.

Старшинами волості були:
- 1904 року — Лука Устинович Визнюк[2];
- 1909 року — Яків Євминович Ніколенко[3].
- 1911 року — Чорненький Іустим Кузьмич[4].

За даними на початок 1911 року:
- волосний писар — Навроцький Євсій Григорович;
- начальник поштово-телеграфної контори — Бутовський Андронік Олександрович;
- міщанський старшина — Мирочник Янкель-Лейб Алтерович.